# Лебедєв Валентин Віталійович
Лебедєв Валентин Віталійович (нар. 14 квітня 1942, Москва) — льотчик-космонавт СРСР, космонавт ЦКБЕМ, 3-й набір.
Здійснив два космічні польоти загальною тривалістю 219 діб 06 годин 00 хвилин 06 секунд; один вихід у відкритий космос тривалістю 2 години 33 хвилини.
Майор-інженер запасу (1980 рік). Заслужений майстер спорту СРСР (26.04.1974). Президент Федерації акробатики СРСР (з 1975 по 1991 роки). Член національного Олімпійського комітету СРСР (з 1976 по 1991 роки).

## Освіта і наукові звання
1959 року закінчив школу № 4 міста Наро-Фомінськ Московської області.
1966 року закінчив Московський авіаційний інститут (МАІ) імені С.Орджонікідзе, факультет літальних апаратів, отримав спеціальність інженер-механік.
1972 року навчався у школі льотчиків-випробувачів МАП СРСР, але у зв'язку із зарахуванням в загін космонавтів відкликаний на підготовку до космічного польоту. Під час навчання освоїв пілотування літаків серії «МіГ».
23 квітня 1975 року захистив у МАІ кандидатську дисертацію на тему: «Методи побудови стенда-полігона для відпрацювання систем корабля і підготовки екіпажу».
У квітні 1985 року захистив у МАІ докторську дисертацію на тему: «Методи підвищення ефективності наукових досліджень на борту орбітальних станцій».
26 травня 2000 року першим з космонавтів обраний членом-кореспондентом РАН.
21 червня 2006 року рішенням ВАК затверджений професором на кафедру «Космічні системи і ракетобудування» МАІ.

## Професійна діяльність
З 6 вересня 1966 року працював у ЦКБЕМ, інженером (з 1 квітня 1970 року — старшим інженером, з 1975 року — старшим науковим співробітником).
1967 року як технічний представник головного підприємства ракетно-космічної галузі брав участь в експедиції на кораблях 8-ї ескадри для пошуку і технічного обслуговування космічного апарата «Зонд» («Л-1») у випадку приводнення в акваторії Індійського океану. З 30 вересня по 4 жовтня 1968 року в Індії керував групою спеціалістів з технічного обслуговування і евакуації після приводнення в океані космічного апарата Зонд-5, який вперше облетів Місяць і доставив матеріали зйомки на Землю.
Працював у випробувальному комплексі, де відпрацьовував засоби порятунку спускних апаратів кораблів «Союз» і екіпажів після посадки на суходіл і на воду. Керував оперативно-технічною групою пошуку і евакуації спускних апаратів кораблів «Союз» і Л-1, групою управління на ділянці виведення під час льотно-космічних випробувань (ЛКВ) космічних кораблів «Союз», «Союз-Т», «Прогрес», орбітальних станцій «Салют-4, -5, -6» на Байконурі.
Працював інструктором-методистом загону космонавтів, проводив тренування космонавтів, розробляв методики виконання наукових експериментів і досліджень, бортові інструкції по управлінню космічними кораблями й орбітальними станціями.
Розробив методику ручного зближення космічного корабля «Союз» (виріб 11Ф615А8) з довготривалою орбітальною станцією ДОС (виріб 17К).
У листопаді 1989 року перейшов до Академії Наук заступником директора з науки Інституту географії АН СРСР, повністю поринувши в наукову роботу.
З липня 1991 року — директор Наукового геоінформаційного центру РАН, створеного за його ініціативою. Активний вчений, спеціаліст в галузі космонавтики і геоінформатики.

## Військова освіта
1960 року закінчив один курс Оренбурзького Вищого військового авіаційного училища штурманів (ВВАУШ), звільнений у зв'язку зі скороченням Збройних Сил СРСР.

## Служба в загонах космонавтів
З 22 березня 1972 року — космонавт-випробувач ЦКБЕМ.
З 25 січня 1974 року — інструктор-космонавт-випробувач 3-го класу.
З 14 червня 1984 року — інструктор-космонавт-випробувач 1-го класу НВО «Енергія».
З 4 листопада 1989 року — інструктор-космонавт-випробувач 1-го класу Академії наук СРСР (АН СРСР), з 1992 року — Російської Академії наук (РАН).
25 лютого 1993 року звільнений з посади космонавта РАН у зв'язку з виходом на пенсію за вислугою років.

## Космічна підготовка
Першу заяву в загін космонавтів написав ще студентом МАІ 1963 року і був рекомендований комсомольською і партійною організаціями інституту.
22 березня 1972 року наказом MOM № 88 зарахований на посаду космонавта-випробувача ЦКБЕМ.
З липня 1972-uj по вересень 1973 року готувався до польоту на космічному кораблі «Союз» за програмою «Оріон» резервним бортінженером.
У вересні — листопаді 1973 року разом з Петром Климуком готувався за програмою «Оріон» бортінженером дублерного екіпажу, замінивши Юрія Пономарьова.
7 грудня 1973 року рішенням Держкомісії за результатами підготовки екіпаж Климук — Лебедєв призначений основним.
- Перший політ: з 18 по 26 грудня 1973 року бортінженером космічного корабля Союз-13 разом з Петром Климуком за програмою астрофізичної обсерваторії «Оріон».

Позивний: «Кавказ-2». Тривалість польоту: 7 діб 20 годин 55 хвилин 35 секунд.
З грудня 1977 по лютий 1979 року готувався до польоту на ДОС-5 Салют-6 за програмою другої експедиції (ЕО-2) бортінженером резервного екіпажу разом з Леонідом Поповим.
З липня 1978 по лютий 1979 року готувався до польоту на ДОС-5 Салют-6 за програмою третьої експедиції (ЕО-3) бортінженером дублерного екіпажу разом з Леонідом Поповим. Під час старту космічного корабля Союз-32 25 лютого 1979 року був дублером бортінженера корабля.
З березня 1979 по березень 1980 року готувався для польоту на ДОС-5 Салют-6 за програмою четвертої експедиції (ЕО-4) бортінженером першого екіпажу разом з Леонідом Поповим. В березні 1980 року у зв'язку з травмою коліна під час тренування на батуті замінений Валерієм Рюміним.
З вересня 1981 по квітень 1982 року проходив підготовку до польоту за програмою першої основної експедиції на ДОС-5-2 Салют-7 бортінженером першого екіпажу разом з Анатолієм Березовим.
- Другий політ: з 13 травня по 10 грудня 1982 року бортінженером транспортного корабля Союз Т-5 і першої основної експедиції (ЕО-1) на орбітальній станції «Салют-7», разом з Анатолієм Березовим.

Під час польоту 30.07.1982 здійснив один вихід у відкритий космос тривалістю 2 години 33 хвилини.
Позивний: «Ельбрус-2».
Тривалість польоту: 211 діб 09 годин 04 хвилини 31 секунда. Політ занесено до Міжнародної «Книги рекордів Гіннеса» 1984 року, сторінка 79.
З 1983 по 1986 роки готувався в групі космонавтів бортінженером за програмою «Буран».

## Почесні звання
- Двічі Герой Радянського Союзу (28.12.1973, 10.12.1982).
- Льотчик-космонавт СРСР (28.12.1973).
- Заслужений діяч науки РФ (04.06.1999).

## Публікації
Автор книги «Мій вимір» (1994), написаної на основі щоденника, який він вів на станції Салют-7. Книга двічі (1988, 1990) видана у США під назвою «Diary of a Cosmonaut: 211 Days in Space» (Щоденник космонавта: 211 діб у космосі).
Опублікував 157 наукових робіт, автор і співавтор 9 монографій, зокрема: «Обсерваторія в космосі „Союз-13“ — „Оріон-2“» (1984), «Технічна ефективність пілотованих космічних апаратів» (1985), «Космонавти досліджують Землю» (1991), «Матеріали наукових досліджень бортінженера 1-ї основної експедиції орбітального комплексу „Союз Т-5“ — „Салют-7“ — „Прогрес“» (2001), «Проблеми створення регіональних геоінформаційних комплексів і досвід вирішення практичних завдань на основі аерокосмічної інформації» (2002) і навчальних посібників для МАІ «Комплексний аналіз безпеки польотів» (1980), «Проектування систем космічного моніторингу» (2007).
Має 26 авторських свідоцтв на винаходи, впроваджені в космічних кораблях «Союз» і орбітальних станціях «Салют».
Російською мовою веде особистий блог, заснований на щоденнику польоту на станції «Салют-7».

## Нагороди
- Дві медалі «Золота Зірка» Героя Радянського Союзу.
- Два ордени Леніна (28 грудня 1973 і 10 грудня 1982).
- Медаль «За будівництво БАМу» (1985).
- Офіцер французького ордену Почесного легіону (1982).
- Золота медаль імені К. Е. Ціолковского АН СРСР за досягнення в галузі космічних досліджень (1983).
- Орден «За заслуги перед Вітчизною» IV ступеня — за значний внесок у розвиток науки (29 грудня 2007).

Почесний громадянин міст Грозний, Калуга, Леніногорськ, Наро-Фомінськ, Нижньовартовськ, Новотроїцьк (Росія), Усть-Каменогорськ і Чімкент (Казахстан); Боржомі (Грузія), штату Техас і міста Форт-Верт (США).
На його честь малій планеті 1978 SA5, яка зареєстрована в міжнародному каталозі номером 10015, рішенням Міжнародного Астрономічного Союзу присвоєно ім'я Валенлебедєв (ValenLebedev, Minor Planet Circular № 60298, 2007 July 30).